# Ilia Bourov
Ilia Bourov, né le 13 novembre 1991 à Iaroslavl, est un skieur acrobatique russe spécialisé dans le saut acrobatique. 
Au cours de sa carrière, il a pris part aux Jeux olympiques de 2014 et a remporté une médaille de bronze aux Jeux olympiques d'hiver de 2018.

## Palmarès

### Jeux olympiques d'hiver
| Édition / Discipline | Saut acrobatique |
| Sotchi 2014          | 16e              |
| Pyeongchang 2018     | Bronze           |
| Pékin 2022           | Bronze           |

### Championnats du monde
| Édition / Discipline | Saut acrobatique |
| Deer Valley 2011     | 16e              |
| Voss 2013            | 9e               |
| Kreischberg 2015     | 5e               |

### Coupe du monde
- Meilleur classement général : 11e en 2015.
- Meilleur classement en saut acrobatique : 4e en 2015.
- 6 podiums en saut acrobatique.